# Michel Baud
Michel Baud (11 de noviembre de 1963 – 13 de septiembre de 2012) fue un egiptólogo francés, jefe de la sección nubia del Departamento de Antigüedades egipcias del Museo del Louvre. En este cargo, fue el organizador de una exposición dedicada exclusivamente a Meroe, el antiguo reino de Sudán conocido por su legendaria capital y su famosa necrópolis real. Fue también director de la misión arqueológica en la necrópolis en Abu Rawash, y publicó estudios como el de La ceramique miniature d'Abou Rawash. 
 Fue residente del Institut Français d'Archéologie Orientale. Fue también autor de los trabajos sobre la Piedra Saqqara Sur con Vassil Dobrev, publicado entre 1995 y 1997 en el BIFAO.

## Publicaciones destacadas
- Djéser et la IIIe dynastie : Imhotep, Saqqara, Memphis, les pyramides à degrés, Paris, Pygmalion, coll. « Les Grands Pharaons », 2007, 302 p. (ISBN 9782756401478)
- Famille royale et pouvoir sous l'Ancien Empire égyptien. Tome 1 & 2, Institut français d'archéologie orientale (1999), Bibliothèque d'étude 126, ISBN 978-2-72-470250-7, available online
- De nouvelles annales de l'Ancien Empire Egyptien. Une "Pierre de Palerme" pour la VIe dynastie, Bulletin de l'Institut Francais d'Archeologie Orientale 95, pp. 23–92, available online
- Méroé, un empire sur le Nil, Officina Libraria, 2010 (ISBN 9788889854501)